# Paul Ramos
Joan Paul Ramos (Córdoba, 22 de mayo de 1990-ibidem, 17 de febrero de 2019) fue un futbolista argentino. Jugó como lateral derecho y su último equipo fue el Gimnasia y Esgrima (CdU) del Torneo Federal A de Argentina.

## Trayectoria
Debutó como profesional el 7 de agosto de 2010 en Belgrano de Córdoba, frente a Patronato de Paraná por la primera fecha del torneo B Nacional 2010-11. Mientras que su primer gol fue el 10 de octubre de 2010 ante Boca Unidos. 
Integró el plantel profesional de Belgrano que derrotó y envió al descenso a River Plate por primera vez en su historia, en la Promoción de la temporada 2010-11.
En 2007 fue preseleccionado para el seleccionado nacional sub-17.
Para 2017 llega a Pucallpa para jugar por el Sport Loreto en la Segunda División del Perú. Fue habitual titular en la defensa pucallpina, jugó en 16 ocasiones, anotando 2 goles.
Falleció el 17 de febrero de 2019 a consecuencia de un accidente de tráfico.

## Clubes
| Club                     | País      | Período   | PJ | G |
| ------------------------ | --------- | --------- | -- | - |
| Belgrano                 | Argentina | 2009-2012 | 17 | 1 |
| Racing (C)               | Argentina | 2013-2014 | 10 | 1 |
| Mitre (SdE)              | Argentina | 2014      |    |   |
| Racing (C)               | Argentina | 2015-2016 |    |   |
| Sport Loreto             | Perú      | 2017      | 16 | 2 |
| Gimnasia y Esgrima (CdU) | Argentina | 2018-2019 | -  | - |